# تیا باجپای
تیا باجپای (به انگلیسی: Tia Bajpai)(زاده ۲۲ فوریه ۱۹۸۹) بازیگر هندی است.
از فیلم‌هایی که وی در آن نقش داشته است می‌توان به داستان نفرت ۴ و تسخیر شده اشاره کرد.